# Klein-Delfgauw
Klein-Delfgauw is een buurtschap deels in de gemeente Delft en deels in de gemeente Pijnacker-Nootdorp in de Nederlandse provincie Zuid-Holland. Het ligt in het oosten van de gemeente, 1 kilometer ten noorden van Delfgauw. De buurtschap was de enige kern in de gemeente Biesland. 
Stad: Delft     Buurtschappen: Abtswoude · Klein-Delfgauw

Wijken en Buurten: Buitenhof · Centrum · Delftse Hout · Hof van Delft · Ruiven · Schieweg · Tanthof · Voordijkshoorn · Voorhof · Vrijenban · Wippolder

Bedrijventerreinen: Delftechpark · Technopolis

Zuid-Holland: Steden en dorpen    Nederland: Provincies · Gemeenten
Dorpen: Delfgauw · Nootdorp · Pijnacker

Buurtschappen: Gooland · Kalisbuurt · Katwijkerlaan · Klein-Delfgauw  · Noukoop · Oude Leede · Vlieland

Zuid-Holland: Steden en dorpen      Nederland: Provincies · Gemeenten